# Galeria im. Tamary Sołoniewicz w Narewce

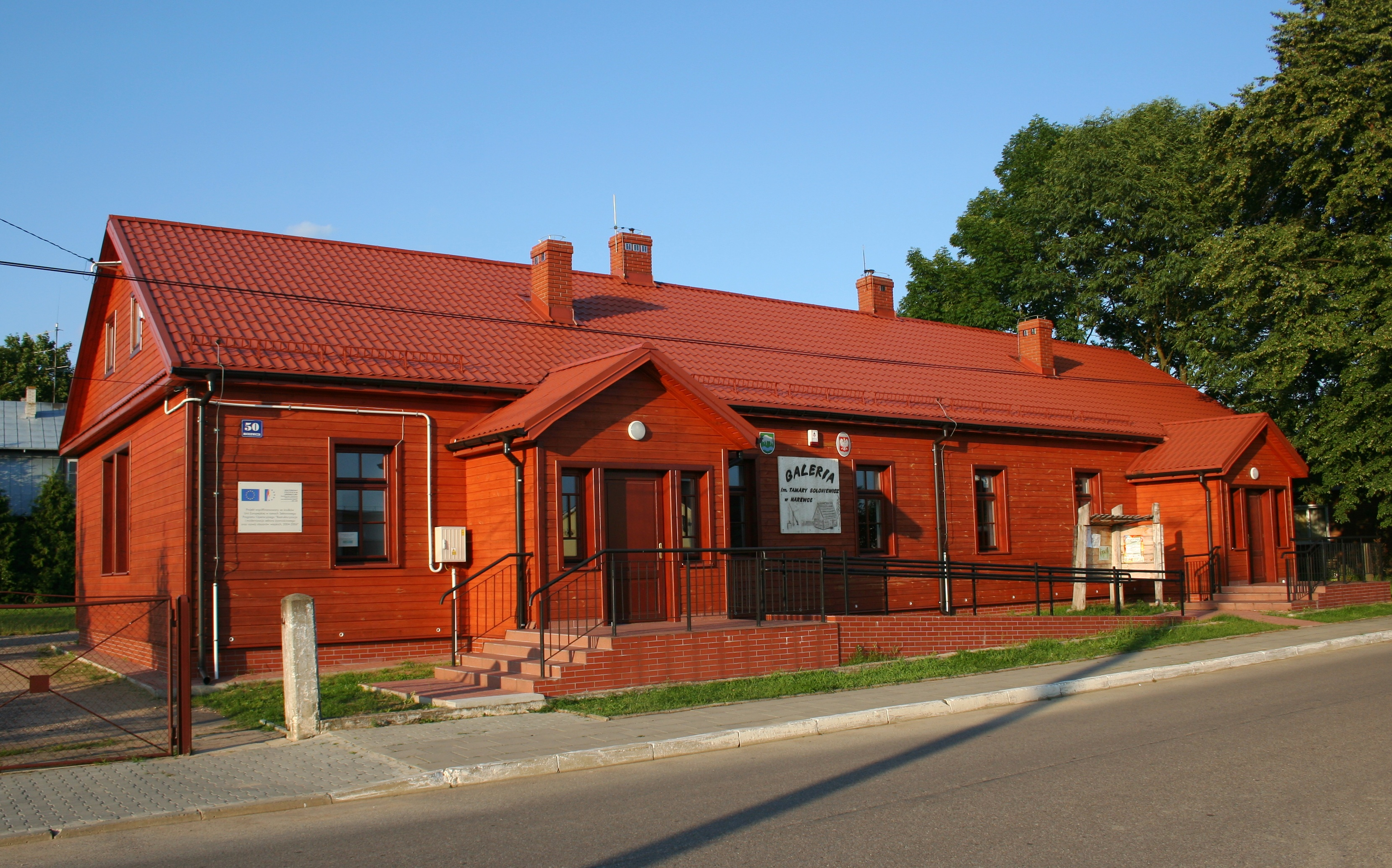
Budynek Galerii im. Tamary Sołoniewicz

Galeria im. Tamary Sołoniewicz w Narewce (również Galeria Narewka im. Tamary Sołoniewicz) – galeria sztuki we wsi Narewka w powiecie hajnowskim działająca od 2007 roku. Mieści się przy ul. Mickiewicza 50 w zabytkowym budynku po byłej szkole.

## Historia
Galerię nazwano na cześć Tamary Sołoniewicz, lokalnej reżyserki i scenarzystki filmowej, która urodziła się w Narewce.
Pomysłodawcami utworzenia galerii byli Wiktor Kabac i Kazimierz Jurgielaniec, członkowie ZPAP. Placówkę otwarto 27 marca 2007 roku dzięki staraniom samorządu gminy Narewka.

## Działalność
Głównym celem galerii jest konserwacja dobytku kulturowego. Stałym elementem wystaw są kadry z filmów Tamary Sołoniewicz, obrazy lokalnych artystów, wyszywanki i ornamenty podlaskiego folkloru.
Galeria jest miejscem zrzeszającym lokalną społeczność i kultywującym lokalne tradycje polsko-białoruskiego pogranicza. Odbywają się tu wystawy prac poplenerowych, malarstwa, fotografii, rzeźby oraz rękodzieła lokalnych artystów, jak również warsztaty edukacyjne i społeczno-kulturalne dotyczące lokalnej tradycji.

## Nagrody i wyróżnienia
W IV edycji konkursu „Podlaska Marka Roku” organizowanej w 2008 r. placówka zdobyła nagrodę „Najpopularniejszego Produktu Podlaskiego – Nagrodę Podlaskich Konsumentów” w kategorii „Pomysł”.
W 2022 w XIX edycji Konkursu na Najlepszy Produkt Turystyczny Województwa Podlaskiego organizowanego przez Podlaską Regionalną Organizację Turystyczną galeria otrzymała wyróżnienie w kategorii „Certyfikat”.